# Tiaa (vợ của Amenhotep II)
Tiaa (hoặc Tia'a) là một phối ngẫu của Pharaon Amenhotep II và là mẹ của Pharaon Thutmose IV thời kỳ Vương triều thứ 18 trong lịch sử Ai Cập cổ đại. Bà cũng là người vợ duy nhất được biết đến của Amenhotep II.

## Thân thế
Trước đó trong một ngôi mộ ở Thebes, Tiaa chỉ mang duy nhất danh hiệu Vương hậu và cùng xuất hiện với Thutmose IV, nên bà từng được cho là hôn thê của vị vua này.
Cho đến khi phát hiện bức tượng đôi bằng đá hoa cương đen mô tả Tiaa đang ngồi cùng với Thutmose IV ở Karnak (hiện đang lưu giữ tại Bảo tàng Ai Cập), vị trí trong vương thất của bà mới được sáng tỏ. Trên tượng có đề cập đến hai danh hiệu của bà là Vương mẫu hậu (tạm dịch từ Royal Mother) và Vương hậu Chính thất mà ngài yêu quý (tạm dịch từ The principal royal wife whom he loves). Do đó, chắc chắn rằng Tiaa phải là mẹ của Thutmose IV, từ đó suy ra bà là vợ của Amenhotep II.
Từ sau sự kiện nữ vương Hatshepsut đồng cai trị và lấn át Thutmose III, ông và con trai Amenhotep II lo sợ ngai vàng sẽ lại rơi vào tay các nữ nhân trong vương thất nên đã chọn những phụ nữ ngoài dòng chính vương thất làm vợ. Dưới thời Amenhotep II trị vì, Tiaa chưa bao giờ được nhắc đến trên bất kỳ công trình nào của ông. Danh hiệu Vương hậu Chính chất (Great Royal Wife) của bà chỉ được gia phong bởi con trai Thutmose IV nhằm nâng cao vị thế của mẹ mình, hoàn toàn làm lu mờ hình ảnh các hậu phi khác của Thutmose.
Theo G. Maspero, Tiaa còn mang danh hiệu Con gái của Đức vua. Nếu đúng như vậy thì Tiaa là một người con của Thutmose III (và cũng là chị em với Amenhotep II), nhưng có lẽ mẹ bà chỉ là một thường dân.
Dưới thời Thutmose IV, tên của Tiaa xuất hiện nhiều tại các công trình của con trai tại Giza, Faiyum, đền Luxor và đền Karnak. Như các pharaon khác đều thần thánh hóa các phụ nữ trong vương thất, Thutmose đặt mẹ mình vào vị trí Phối ngẫu của Amun, tức mẫu thần Mut.

## Lăng mộ
Lăng mộ KV32 trong Thung lũng các vị Vua được cho là nơi chôn cất của Tiaa do một số mảnh vỡ từ rương đựng bình canopic có khắc tên bà được tìm thấy trong này. Ngôi mộ được phát hiện bởi Victor Loret vào năm 1898, sau đó được nhóm nghiên cứu từ Đại học Basel tái khai quật vào năm 2001. Việc xây dựng lăng mộ KV47 cho Pharaon Siptah đã thâm nhập một phần KV32 do sai sót của thợ đào hầm.